# Dziewiąty Doktor
Dziewiąty Doktor (ang. Ninth Doctor) – postać fikcyjna związana z brytyjskim serialem science-fiction pt. Doktor Who, w którą wcielił się Christopher Eccleston. Dziewiąty Doktor był dziesiątą inkarnacją oryginalnego cyklu regeneracyjnego, jaki posiadał Doktor, główny bohater serialu. Postać pojawiała się regularnie w 2005 roku, przez całą pierwszą serię. Mimo że nigdy Eccleston nie powrócił do roli, to w serialu kilkakrotnie zostały użyte archiwalne nagrania oraz zdjęcia z jego udziałem.
Jego towarzyszką w podróży przez czas i przestrzeń była przez cały sezon młoda ekspedientka z Londynu, Rose Tyler. Dodatkowo w odcinkach Dalek oraz Długa gra towarzyszył mu geniusz z 2012 roku, Adam Mitchell, a od odcinka Puste dziecko do odcinka Każdy swoją drogą towarzyszył mu były Agent Czasu z LI wieku, Jack Harkness. Dziewiąty Doktor podczas podróży miał okazję spotkać swoich dawnych wrogów, w tym m.in. Daleków czy Autonów, jak również nowych, w tym m.in. Cassandrę czy rodzinę Slitheen.

## Za kulisami

### Okoliczności oraz objęcie roli
W 1989 roku serial Doktor Who został zawieszony, a ostatnim odtwórcą roli Doktora był Sylvester McCoy. W 1996 roku wydano jednak film telewizyjny, w którym rolę Doktora przejął od McCoya Paul McGann. Film ten jednak nie zdobył wystarczającej popularności w Ameryce, nie zdecydowano się na podjęcie dalszej produkcji serialu. W 2003 roku wydano specjalny odcinek animowany z okazji 40-lecia serialu pt. Scream of the Shalka, gdzie rolę odgrywał Richard E. Grant. Początkowo Doktor ten był promowany jako dziewiąty Doktor, jednak po ogłoszeniu wznowienia serialu, które miało miejsce we wrześniu 2003 roku, status kanoniczności Scream of Shalka stanął pod znakiem zapytania.
Informację o obsadzeniu roli dziewiątego Doktora przez Christophera Ecclestona podano 22 marca 2004 roku. Innymi aktorami branymi pod uwagę byli m.in. Bill Nighy, Richard E. Grant, Anthony Head, Eddie Izzard, Hugh Grant oraz Alan Davies.

### Odejście
30 marca 2005 roku BBC ogłosiło, że Eccleston nie pozostanie na kolejną serię, ponieważ nie chce stać się rozpoznawalnym tylko z tej roli. 4 kwietnia BBC oświadczyło, że informację tę podano bez zgody Ecclestona, łamiąc w ten sposób warunki kontraktu zawartego z aktorem. W rozmowie dla Yorkshire Evening Post Christopher Eccleston oficjalnie zaprzeczył podanemu przez BBC informacji o tym, że odszedł z powodu podanego w oświadczeniu BBC, wyjaśniając, że rzeczywistym powodem odejścia był jego brak porozumienia z ekipą produkcyjną oraz chęć pozostania wiernym własnym zasadom. Dodał również, że myślał o tym, by zostać, co zapewniłoby mu ogromne pieniądze i świetną rozpoznawalność, jednak ceną byłoby robienie rzeczy, na które nie miał najmniejszej ochoty.
W marcu 2013 roku BBC poinformowało, że Christopher Eccleston odmówił powrotu do roli na specjalny odcinek na 50-lecie istnienia serialu. Steven Moffat, producent wykonawczy serialu od 2010 roku przyznał, że był prawie pewny, że Eccleston nie będzie chciał powrócić, ale zgodził się na kilka spotkań.

## Historia postaci
Dziewiąty Doktor zregenerował się na sam koniec Ostatniej Wielkiej Wojny Czasu z Doktora Wojny, który brał w niej udział. Po regeneracji uważał, że zniszczył swoją rodzimą planetę, Gallifrey.
Doktor spotyka po raz pierwszy Rose, swoją przyszłą towarzyszkę, kiedy zostaje ona zaatakowana przez Autonów. Rozkazuje jej uciekać, a on sam wysadza sklep, w którym pracowała. Następnego dnia Doktor pojawia się pod jej domem, szukając kolejnych Autonów. Rose niedługo później wpada w kłopoty, ponieważ Mickey, jej chłopak zaczyna się dziwnie zachowywać, żądając informacji o Doktorze. Wkrótce Doktor powraca, by pomóc Rose, przy okazji pokazując jej TARDIS. Wkrótce znajdują Mickey'ego oraz miejsce, którego Autoni używają jako swojej bazy. Doktor przy pomocy Rose ratuje Ziemię, a w zamian proponuje jej wspólną podróż.
Doktor i Rose swoją pierwszą podróż odbywają na statek kosmiczny 5 miliardów lat w przyszłość, gdzie Rose widzi koniec planety Ziemia. Poznają wówczas Lady Cassandrę oraz Twarz z Boe. W następnym odcinku podróżują do przeszłości do roku 1869, gdzie spotykają z Charlesa Dickensa. W historii Kosmici z Londynu / Trzecia wojna światowa Doktor i Rose powracają do Londynu w 2006 roku, gdzie po raz pierwszy Doktor ma styczność z rodziną Slitheenów z Raxacoricofallapatorius. Poznają również Harriet Jones, która w niedługiej przyszłości zostanie premierem Wielkiej Brytanii. W odcinku Dalek Doktor spotyka ocalałego z Wojny Czasu Daleka. W tym odcinku do załogi TARDIS dołącza Adam Mitchell, który pomógł Doktorowi i Rose w walce z Dalekem. Gdy załoga TARDIS trafia na Satelitę 5, Adam instaluje w swojej głowie przekaźnik, dzięki któremu przesyła informacje o przyszłości na pocztę głosową w swoim domu. Za karę Doktor postanawia odesłać go do domu. Następnie na prośbę Rose TARDIS podróżuje do roku 1987, by mogła być świadkiem śmierci swojego ojca, Pete’a. W historii Puste dziecko / Doktor tańczy Doktor i Rose trafiają do czasów nalotów na Londyn w trakcie II wojny światowej. Tam Doktor i jego towarzyszka mają okazję poznać agenta z LI wieku, kapitana Jacka Harknessa, który staje się kolejnym towarzyszem podróży. W odcinku Boom w mieście Doktor po raz kolejny ma styczność z przedstawicielem rodziny Slitheen. Tym razem okazuje się nim być pani prezydent Cardiff, która próbuje zbudować tam elektrownię atomową. 
W finale serii Doktor budzi się niespodziewanie jako członek reality show (Big Brothera). Po pewnym czasie zmagań z zasadami programu udaje mu się uciec. Po ucieczce z programu odkrywa, że ponownie znajduje się na Satelicie 5, tylko że 100 lat po swojej ostatniej wizycie, a jego towarzysze również zostali zmuszeni do gry w innych reality show. Rose jednak nie ma tyle szczęścia co Doktor i Jack i zostaje zniszczona przez robota obsługującego program. Niedługo po tym Doktor i Jack dowiadują się, że Rose nie zginęła, a została porwana przez Daleków, którzy są odpowiedzialni za działanie satelity. Doktor postanawia nie być obojętny i rusza na statek Daleków, gdzie odzyskuje swoją towarzyszkę. Następnie wraca na Satelitę 5, gdzie wymyśla plan zniszczenia Daleków, przy okazji wysyłając dla bezpieczeństwa Rose na Ziemię. Kiedy dochodzi do konfrontacji Doktora z Dalekami, Doktor nie potrafi zdecydować się na dokonanie masowego morderstwa i zostaje osaczony przez Daleków. Nagle przybywa TARDIS z Rose, która chcąc ratować Doktora, otworzyła wnętrze TARDIS i wchłonęła energię wiru czasowego. Doktor chcąc ratować kompankę, postanawia odebrać jej tę energię, która ją powoli zabija, jednocześnie skazując siebie na regenerację.

## Występy telewizyjne
| Historia                                 | Historia                          | Data premiery         | Źródło              |
| Nazwa polska                             | Nazwa oryginalna                  | Data premiery         | Źródło              |
| Seria 1 (2005)                           | Seria 1 (2005)                    | Seria 1 (2005)        | Seria 1 (2005)      |
| ---------------------------------------- | --------------------------------- | --------------------- | ------------------- |
| Rose                                     | Rose                              | 26 marca 2005         | [ 21 ] [ 2 ]        |
| Koniec świata                            | The End of the World              | 2 kwietnia 2005       | [ 22 ] [ 6 ]        |
| Niespokojni nieboszczycy                 | The Unquiet Dead                  | 9 kwietnia 2005       | [ 23 ] [ 17 ]       |
| Kosmici z Londynu Trzecia wojna światowa | Aliens of London World War Three  | 16 - 23 kwietnia 2005 | [ 24 ] [ 25 ] [ 7 ] |
| Dalek                                    | Dalek                             | 30 kwietnia 2005      | [ 26 ] [ 3 ]        |
| Długa gra                                | The Long Game                     | 7 maja 2005           | [ 27 ] [ 4 ]        |
| Dzień Ojca                               | Father's Day                      | 14 maja 2005          | [ 28 ] [ 18 ]       |
| Puste dziecko Doktor tańczy              | The Empty Child The Doctor Dances | 21 - 28 maja 2005     | [ 29 ] [ 30 ] [ 5 ] |
| Boom w mieście                           | Boom Town                         | 4 czerwca 2005        | [ 31 ] [ 19 ]       |
| Zły wilk Każdy swoją drogą               | Bad Wolf The Parting of the Ways  | 11 - 18 czerwca 2005  | [ 32 ] [ 20 ]       |